# Entrar en vos
Entrar en vos es el primer álbum como solista del músico argentino JAF, editado en 1989 por RCA Records.

## Historia
Luego de darse a conocer como cantante, guitarrista y compositor durante su paso por el grupo Riff, JAF decide comenzar con su carrera solista. Para ello graba a través de la discográfica RCA (BMG) un disco con 10 canciones compuestas por él mismo, tanto letra como música, centradas principalmente en su voz y guitarra.
Este álbum fue certificado como "disco de oro".

## Composición y grabación
El tema “¿Qué voy a hacer ahora?” data de su época con la Banda Marrón. Sin embargo estas no son las primeras grabaciones que hace de material propio, ya que en el disco Riff VII había colaborado con una composición propia y como cocompositor en otras dos. 
Las sesiones de grabación y mezcla se realizaron durante los meses de octubre y noviembre de 1988 en los estudios Panda de Buenos Aires.
La tapa del álbum muestra una foto del artista con su guitarra eléctrica, insertada sobre un fondo aparentemente de piedra o cemento donde su nombre está escrito en relieve. También pueden verse una llave y una cerradura, y en letras blancas sobreimpresas el nombre del álbum. 

## Lista de canciones
Todas las canciones compuestas por JAF.

| N.º | Título                              | Duración |  |
| 1.  | «La máquina mecánica»               | 2:54     |  |
| 2.  | «Dame mi oportunidad»               | 3:23     |  |
| 3.  | «Negras transparencias»             | 4:03     |  |
| 4.  | «Bajo las sábanas»                  | 3:47     |  |
| 5.  | «¿Qué voy a hacer ahora?»           | 3:10     |  |
| 6.  | «Maldito blues»                     | 3:35     |  |
| 7.  | «El guitarrista del tren a Quilmes» | 3:05     |  |
| 8.  | «La vida es un Rock and Roll»       | 4:08     |  |
| 9.  | «María necesita amor»               | 4:00     |  |
| 10. | «Directo en tu corazón»             | 4:55     |  |

## Créditos
- JAF: guitarra, voz
- Omar Piñeyro: teclados
- Jorge Cimino: batería
- Lucho Bravo: bajo eléctrico
- Marta Fernández y Sandra Guida: coros en “Negras transparencias”